# Gran Sinagoga Coral de San Petersburgo
La Gran Sinagoga Coral de San Petersburgo (en ruso: Санкт-Петербургская Большая Хоральная Синагога) A veces es llamada la sinagoga de San Petersburgo,  es la segunda sinagoga más grande de Europa.  Fue construida por Viktor Aleksandrovich Shreter entre 1880 y 1883, y consagrada en 1893.
La sinagoga de San Petersburgo se pudo construir solo después de obtener un permiso de construcción el 1 de septiembre de 1869 cuando el zar Alejandro II, disminuyó las restricciones para la residencia de judíos en San Petersburgo.